# رئم إفريقي
الرئم الإفريقي أو الريم الإفريقي أو الغزال النحيل القرون[بحاجة لمصدر] نوع من الغزلان المتأقلمة مع العيش في الصحراء بشكل كبير، وهو يُعرف بهذا الاسم بسبب قرونه النحيلة التي يتميز بها، ومن الأسماء الأخرى لهذا النوع غزال الرمال، كما ويُعرف محليّا في الدول التي يقطنها باسم الريم. تعتبر هذه الحيوانات أكثر الغزلان بهتانا من حيث اللون وهي متأقلمة مع العيش في الصحراء من عدّة نواحي فجلدها الباهت يعكس أشعة الشمس بدلا من امتصاصها كما أن حوافرها مصممة لتساعدها على المشي على الرمال، مع إنها قد تتواجد أحيانا في المناطق الصخريّة. تمتلك ذكور غزلان الرمال قرونا طويلة نحيلة متموّجة، يتراوح طولها من 30 إلى 41 سنتيمتر، بينما تكون قرون الإناث أقصر، تصل في طولها إلى ما بين 20 و35 سنتيمتر فقط، وأكثر نحولا وأقل تموجا. تجدر الإشارة إلى أن الريم الذي تغنّى بها الشعراء العرب ليست هذا النوع من الغزلان، بل إحدى الأنواع التي قطنت شبه الجزيرة العربية والتي تُعرف أيضا باسم الغزال الدرقي.
تمتلك الغزلان النحيلة القرون جسداً قشديّا لامعا على القسم العلوي، خطوط عرضيّة بنية باهتة على الجانبين، وقسم سفلي ناصع البياض كما الكفل، بالإضافة لذيل بني داكن. يمتد خطين عريضين من عينيّ هذه الغزلان وصولا إلى أنفها، بالإضافة لخط داكن يمتد بين العينين من الجبهة وصولا إلى الأنف. تكون الآذان كبيرة ورقيقة، كما هي حال العديد من آذان الحيوانات الصحراويّة، وهذه إحدى التأقلمات التي تمكن الغزلان من تبريد أنفسها في المناخ الحار عبر تدوير الدم في أوعية أذنيها الضخمة، كما وإنها تمتلك أنفا كبيرا يحوي شبكة من الأوعية الدموية ليسمح للدم بأن يتبرّد أكثر عند مروره فيها.

## الموطن والمسكن
تستوطن الغزلان النحيلة القرون حاليّا بعض الجيوب المعزولة في الصحراء الكبرى بعد أن كانت تعتبر أكثر أنواع الغزلان شيوعا عبر موطنها. يمكن العثور على هذا النوع اليوم في مصر، والسودان، وليبيا، وتونس، والجزائر، والمغرب، وتشاد، ومالي، والنيجر.
إلا أن وجوده في تلك الجنوبيّة منها لم يتم إثباته حتى الآن. حيث تحتضن الجزائر أكبر الجمهرات فيها ، تسكن هذه الحيوانات الصحاري الرملية والصخرية ذات جنبات السنط، والسهول الرملية ذات الغطاء النباتي الخفيف.

## الخواص الأحيائية
تعد هذه الغزلان من الأنواع المرتحلة حيث تنتقل على الدوام لمسافات شاسعة عبر الصحراء بحثا عن النبات، إلا أنها لا تظهر نمطا للهجرة كما في بعض الأصناف الأخرى الصحراويّة. ترعى هذه الحيوانات الأعشاب، والنباتات العصاريّة من حشائش وشجيرات، وعلى الرغم من أنها تحصل على معظم حاجتها من الماء من طعامها إلا أنها لا تفوّت فرصة للشرب بحال وُجد مصدر للمياه. تحصر الغزلان النحيلة القرون أوقات اقتياتها في ساعات الصباح الأولى وعند المساء حينما تكون الحرارة منخفضة، وتلجأ للظلال كي تستريح خلال ساعات النهار الأشد حرارة.
يُحتمل بأن التركيبة الاجتماعية عند الغزلان النحيلة القرون ليّنة، كما هي الحال لدى الأنواع الأخرى من الغزلان والظباء الصحراويّة، حيث تتغيّر وفقا لتغيّر الظروف البيئيّة المحيطة بها، إلا أنها غالبا ما تُشاهد في مجموعات يتراوح عدد أفرادها من ثلاثة إلى عشرة وتتألّف من ذكر مسيطر، بالإضافة لبضعة إناث وصغارها. لا يُظهر الذكر سلوكا مناطقيّا في موسم التزاوج، الممتد من شهر أغسطس حتى سبتمبر، إلا إذا كانت الظروف البيئيّة ملائمة، وعندما يسلك الذكر هذا السلوك فإنه يحاول جمع ما استطاع من الإناث بداخل حدود حوزه كي يحظى بالمزيد من فرص التزاوج، إلا أن البعض من الإناث قد يعارضه أحيانا ويحاول التملّص منه مما يُعطي الفرصة لبعض الذكور العازبة أن تباغت الذكر وتتزاوج مع أحد إناثه. تلد الأنثى خشفا واحدا أو توائم أحيانا بعد فترة حمل تمتد لما بين 156 و169 يوما خلال شهر يناير أو فبراير. يُفطم الخشف عندما يبلغ 3 شهور، إلا أنه لا يصل لمرحلة النضوج الجنسي إلا ما بين سن 6 و9 أشهر عند الإناث، و18 شهرا عند الذكور. تشكّل الذكور عادة قطعانا عازبة إلى أن تستطيع منافسة الذكور البالغة على حقوق التناسل في قتال غالبا ما يكون شرسا. كانت الفهود تعدّ المفترس الرئيسي لهذه الغزلان عبر موطنها، قبل أن تنقرض في معظم أنحائه، كما يُحتمل أن الكلاب البرية الإفريقية، الأسود، النمور، والضباع المرقطة، كانت من ضمن المفترسات التي اقتاتت على هذه الحيوانات في الأجزاء الأكثر جنوبية من موطنها.

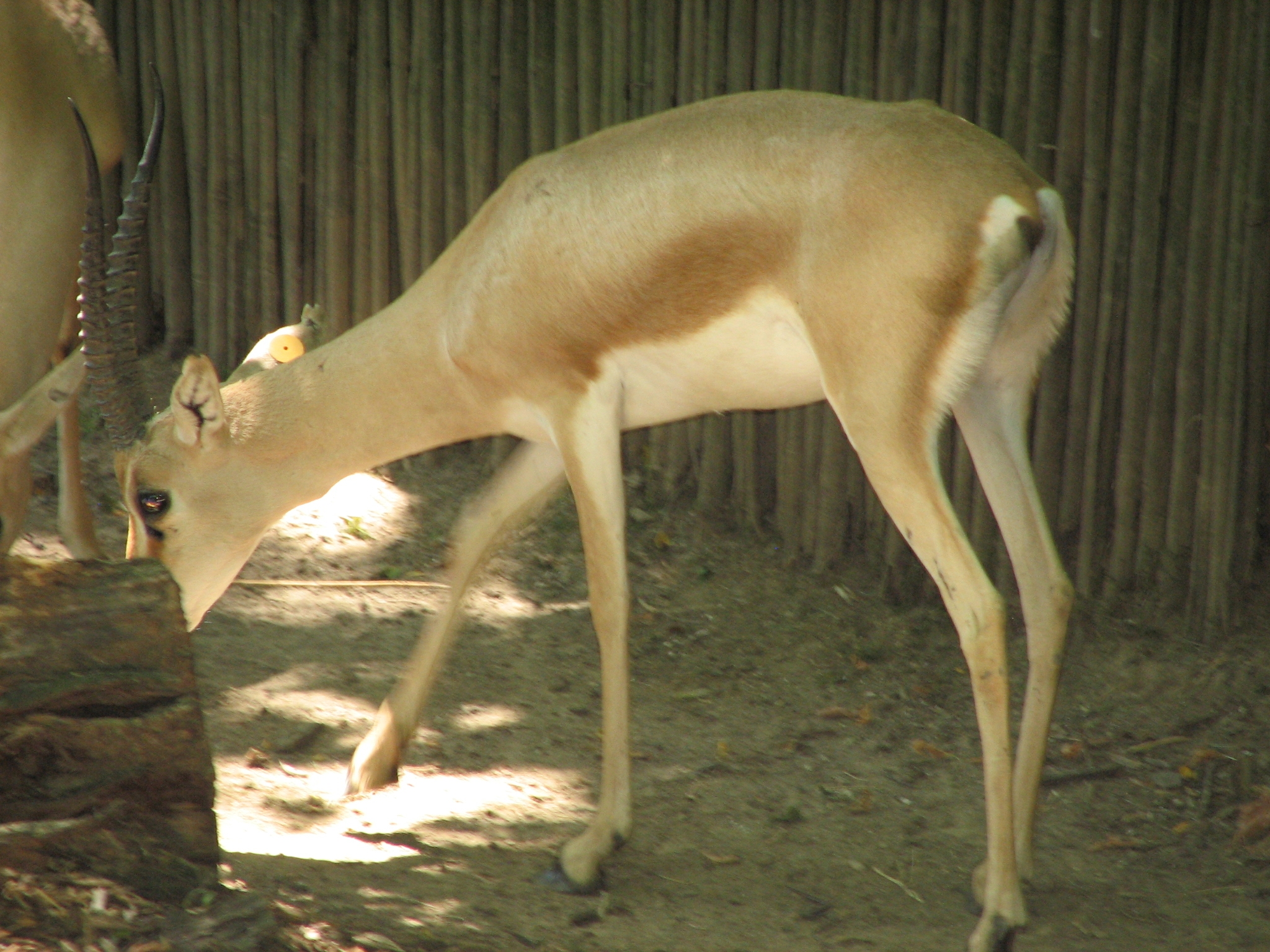
غزال نحيل القرون في إحدى حدائق الحيوانات

## المخاطر والحفاظ على النوع
عانت الغزلان النحيلة القرون من الكثير من الأخطار كنتيجة لتواجدها في بعض أكثر البلدان فقرا في العالم، والتي تعاني من اضطرابات سياسية وأمنية، فقد تعرّض مسكنها للتدمير بشكل كبير في أكثر من دولة نتيجة للحروب المستمرة، كما وإنها تُصاد من أجل الحصول على لحمها وقرونها التي تُباع كحُلى. وقد كان للصيد الترفيهي غير المنظّم أثر مدمّر كبير على الجمهرات الباقية عبر مختلف أنحاء شمال أفريقيا، بالإضافة للإزعاج المستمر من قبل البشر الذين يقومون بالسياحة الصحراويّة باستخدام سيارات الدفع الرباعي وغيرها من الآليّات.
هناك عدد قليل من الغزلان النحيلة القرون في الأسر حول العالم يبلغ عددها تقريبا 200 ، وتشكّل جميعها جزءاً من برنامج عالمي يهدف لإكثارها وإعادة إطلاقها في البريّة، إلا أن جميع هذه الحيوانات تتحدر من مجموعة واحدة صغيرة أحضرت في السابق من تونس. كما وإن هناك عددا صغيرا منها أيضا يُحتفظ به في مؤسسات بيئية وطنية في كل من الجزائر وتونس.أما في البريّة، فيمكن إيجاد أهم الجمهرات الباقية في بعض المحميات مثل جبل شيليا في منطقة القبائل وحظيرة الوطنية الطاسيلي بالجزائر، وواحة سيوة غربي مصر.